# Niob-Elektrolytkondensator

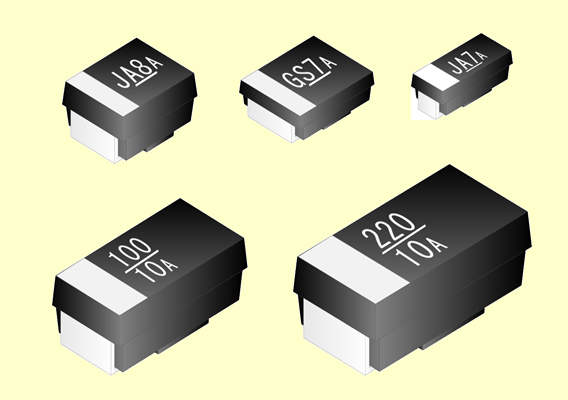
SMD Chip-Bauform von Niob-Elektrolytkondensatoren

Ein Niob-Elektrolytkondensator ist ein Kondensator, dessen Anodenelektrode aus Niob oder aus Niob(II)-oxid besteht, auf der durch anodische Oxidation, auch Formierung genannt, eine gleichmäßige, elektrisch isolierende Schicht aus Niobpentoxid als Dielektrikum erzeugt wird. Ein fester Elektrolyt bildet die Kathode des Kondensators.
Niob-Elektrolytkondensatoren sind gepolte Kondensatoren, die nur mit Gleichspannung betrieben werden dürfen. Die Anode ist der Pluspol. Falschpolung, zu hohe Spannung oder Rippelstrom-Überlastung führen zum Kurzschluss und zur Zerstörung der Kondensatoren.

## Konstruktion, Aufbau
Niob-Elektrolytkondensatoren sind, wie fast alle Kondensatoren in der Elektronik, im Grunde genommen Plattenkondensatoren, deren Kapazität umso größer ist, je größer die Elektrodenfläche A und die Dielektrizitätszahl ε ist und je dichter die Elektroden zueinander stehen (d).
{\displaystyle C=\varepsilon _{0}\varepsilon _{\mathrm {r} }\cdot {\frac {A}{d}}}
Grundmaterial des Niob-Elektrolytkondensators ist eine Anode aus feinkörnigem gesinterten Niob- oder Niob-Oxid-Pulver. Im gesinterten Niob-Block verbleiben eine Vielzahl von Poren, die den gesamten Sinterblock durchziehen und damit eine sehr große Oberfläche der Anode bewirken (ein Vielfaches der Oberfläche eines glatten Blockes). Diese Oberflächenvergrößerung ist ein wichtiger Faktor, der zur relativ hohen spezifischen Kapazität der Niob-Elektrolytkondensatoren gegenüber anderen Kondensatorfamilien beiträgt.
In einem Elektrolysebad wird die Oberfläche der Anode dann „anodisch oxidiert“ bzw. formiert. Dabei wird durch Anlegen einer Stromquelle in richtiger Polarität auf der Niob-Oberfläche eine gleichmäßige und elektrisch isolierende Schicht aus Niobpentoxid (Nb2O5) gebildet. Diese Oxidschicht ist das Dielektrikum des Kondensators.

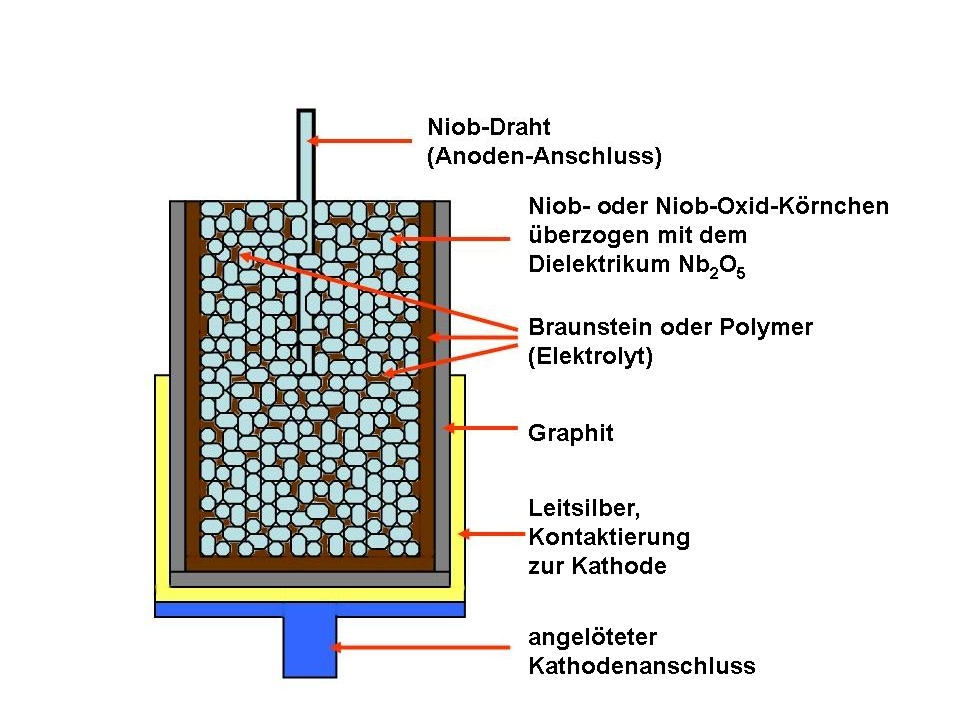
Prinzipdarstellung des inneren Aufbaus eines gesinterten Niob-Elektrolytkondensators mit festem Braunstein- bzw. Polymer-Elektrolyten

Die Spannungsfestigkeit von Niobpentoxid ist mit etwa 455 V/µm sehr hoch. Da durch die Formierung gezielt jede gewünschte Spannungsfestigkeit erreicht werden kann, variiert die Dicke der Oxidschicht mit der Nennspannung des späteren Kondensators. Ein 10-V-Niob-Elko besitzt deshalb ein Dielektrikum mit der Schichtdicke von nur etwa nur 0,022 µm. Dieses äußerst dünnes Dielektrikum ist der zweite wichtige Faktor, der zur relativ hohen spezifischen Kapazität der Niob-Elektrolytkondensatoren gegenüber anderen Kondensatorfamilien beiträgt.
Ein leitfähiges Material, der Elektrolyt, der bei Niob-Elkos aus Braunstein oder aus einem leitfähigen Polymer bestehen kann, bildet die Kathode des Kondensators. Sie passt sich der Oberflächenstruktur der Anode und des darauf befindlichen Dielektrikums vollständig an. Der Elektrolyt muss dann mit geeigneten Mitteln mit dem äußeren Kathodenanschluss kontaktiert werden. Am Schluss wird die gesamte Konstruktion zum Schutz gegen Umwelteinflüsse mit Kunststoff umhüllt.
| Anodenmaterial | Dielektrikum           | Dielektrizitäts- zahl | Spannungsfestigkeit in V/µm |
| -------------- | ---------------------- | --------------------- | --------------------------- |
| Aluminium      | Aluminiumoxid, Al2O3   | 9,6                   | 700                         |
| Tantal         | Tantal-Pentoxid, Ta2O5 | 26                    | 625                         |
| Niob           | Niob-Pentoxid, Nb2O5   | 42                    | 455                         |

Im Vergleich mit Tantal hat Niob eine höhere Dielektrizitätskonstante, aber eine geringere Spannungsfestigkeit des Dielektrikums. Beide Parameter führen dazu, dass die Volumeneffizienz von Niob-Elektrolytkondensatoren durchaus vergleichbar mit der von Tantal-Elektrolytkondensatoren ist.
Niob-Elektrolytkondensatoren stehen im direkten Wettbewerb mit Tantal-Elektrolytkondensatoren, sofern beide einen Braunstein-Elektrolyten verwenden. Bei der Verwendung von Polymer-Elektrolyten, mit dem äußerst geringe interne Verluste erreicht werden können, stehen Niob-Elkos aber auch mit MLCC-Keramikkondensatoren, Kunststoff-Folienkondensatoren, Tantal- und Aluminium-Elektrolytkondensatoren mit Polymer-Elektrolyten im Wettbewerb.

## Geschichte
Niob ist wie Tantal und Aluminium ein sogenanntes Ventilmetall, das bei der anodischen Oxidation eine elektrisch sperrende Isolierschicht ausbildet, die als Dielektrikum eines Kondensators ausgenutzt werden kann. Das Prinzip war seit Anfang des 20. Jahrhunderts bekannt, die technischen Schwierigkeiten des Materials mit seinem hohen Schmelzpunkt von 2744 °C verhinderten damals die Realisierung.
Es war die Verfügbarkeit des Grundmetalls, die Ende der 1960er Jahre dazu führte, dass in der damaligen Sowjetunion Niob-Elektrolytkondensatoren entwickelt wurden und dort den Platz einnahmen, den im Westen die militärischen Tantal-Elkos mit Sinter-Anode und Braunstein-Elektrolyten hatten.
Mit dem Zusammenbruch des Eisernen Vorhanges wurde dieses Know-how auch im Westen publik. Da Niob als Rohmaterial deutlich häufiger als Tantal vorhanden ist und auch preiswerter ist, erwachte Ende der 1990er Jahre bei den großen Herstellern das Interesse an dieser Technologie.
Das größte Problem bei Niob-Elektrolytkondensatoren war es, den Reststrom unter Kontrolle zu bekommen. Denn anders als Tantal oder Aluminium bildet Niob unterschiedliche Oxidschichten aus. NbO und NbO2 sind Suboxide des Niobs, die metallisch leitend und halbleitend sind, was zu einem höheren Leckstrom oder sogar zu Fehlern im Kondensator führen kann. Darüber hinaus ist die Löslichkeit von Sauerstoff in Niob höher als in Tantal, was in einem Niob/Nioboxid-Schichtsystem die Bildung unerwünschter Suboxide begünstigt, vor allem bei höheren Temperaturen. Aus diesen Gründen muss bei Niob-Elektrolytkondensatoren die dielektrische Schicht stabilisiert werden, was eine präzise Prozessbeherrschung voraussetzt.
Die Schwierigkeiten, den Reststrom von Niob-Elkos in den Griff zu bekommen, führte zu einer neuen Bauart bei den Niob-Oxid-Elektrolytkondensatoren, „Oxicaps“ genannt, die als Anodenmaterial Niob[II]oxid (NbO) benutzen. Das Suboxid NbO ist eine keramische Substanz und besitzt eine metallische Leitfähigkeit, die zwar nicht so gut wie das reine Metall Niob ist, aber für die Verwendung als Anodenmaterial niederohmig genug ist.
Haupt-Zielsetzung der Entwicklungen in den letzten Jahren ist die Verringerung der internen ohmschen Verluste, die im sogenannten „ESR“, dem äquivalenten Serienwiderstand im Serien-Ersatzschaltbild, zusammengefasst werden.
Dazu werden, wie bei Tantal-Chip-Elektrolytkondensatoren, zwei Wege beschritten. Einmal ist es die Mehrfach-Anoden-Technik, bei der mehrere Anodenblöcke in einem Gehäuse parallel geschaltet werden. Damit erreicht man ESR-Werte von 20 bis 30 mΩ. Zum anderen erreicht man durch die Verwendung eines Polymer-Elektrolyten ESR-Werte im einstelligen mΩ-Bereich. Damit erreichen Niob-Elektrolytkondensatoren heute Werte, die im direkten Wettbewerb zu Keramik-Multilayer-Schichtkondensatoren (MLCC) stehen.

## Bauform
Niob-Elektrolytkondensatoren werden nur als oberflächenmontierbare SMD-Chip-Kondensatoren hergestellt. Es gibt sie in zwei unterschiedlichen Varianten:
1. Niob-SMD-Elektrolytkondensatoren mit Sinteranode und festem Elektrolyten Braunstein
2. Niob-Oxid-SMD-Elektrolytkondensatoren mit Sinteranode und festem Elektrolyten Braunstein

## Besonderheiten
Die Kennwerte von Elektrolytkondensatoren weisen einige Besonderheiten auf, die sie von anderen Kondensatorarten unterscheiden.
Besondere Hinweise zu Kapazität, Kapazitätstoleranz, Spannungsfestigkeit, Reststrom, Strombelastbarkeit, Nachladeeffekt (dielektrische Absorption), Scheinwiderstand bzw. Impedanzverhalten siehe Elektrolytkondensator

### Serien-Ersatzschaltbild, Schaltbild
Siehe Elektrolytkondensator

## Vor- und Nachteile
Vorteile
- ähnlich hohe Speicherdichte wie Tantal-Elkos
- sehr zuverlässig, keine durch Verdunstung begrenzte Brauchbarkeitsdauer/Lebensdauer
- gutes Tieftemperatur-Verhalten.
- leichter als Tantal-Elektrolytkondensatoren
- durch den geringen ESR vergleichbar mit Keramik-MLCC-Kondensatoren
- im Kurzschlussfall schwerer entflammbar als Tantal-Elektrolytkondensatoren
- preiswerter als Tantal-Elektrolytkondensatoren

Nachteile
- teurer als Aluminiumoxid-Elektrolytkondensator
- Der angebotene Kapazitätsbereich ist noch relativ klein, der Nennspannungsbereich endet bei 25 V, die max. zulässige Betriebstemperatur ist zurzeit 105 °C.
- höherer Reststrom als bei Tantal-Elkos
- Bislang ist die Anzahl der Hersteller gering.

## Anwendungen
- Sekundär-Siebkondensator in miniaturisierten SMPS-AC-DC-Wandlern in Basis-Stationen, Netzwerken, Motherboards, Mobiltelefonen, Laptops